# NGC 51

NGC 51

NGC 51 هي مجرة محدبة تقع في كوكبة المرأة المسلسلة، وقد يبلغ قطرها 90.000 سنة ضوئية.
اكتشفت المجرة بتاريخ 7 سبتمبر من العام 1885 من قبل لويس سويفت، الذي وصفها بأنها «خافتة جدا، صغير جدا، وأكثر إشراقا في الوسط.»